# 仁保 (広島市)
仁保（にほ）は、広島市南区に位置する地区であり、ここでは町名に「仁保」を冠する地区の総称として用いる。

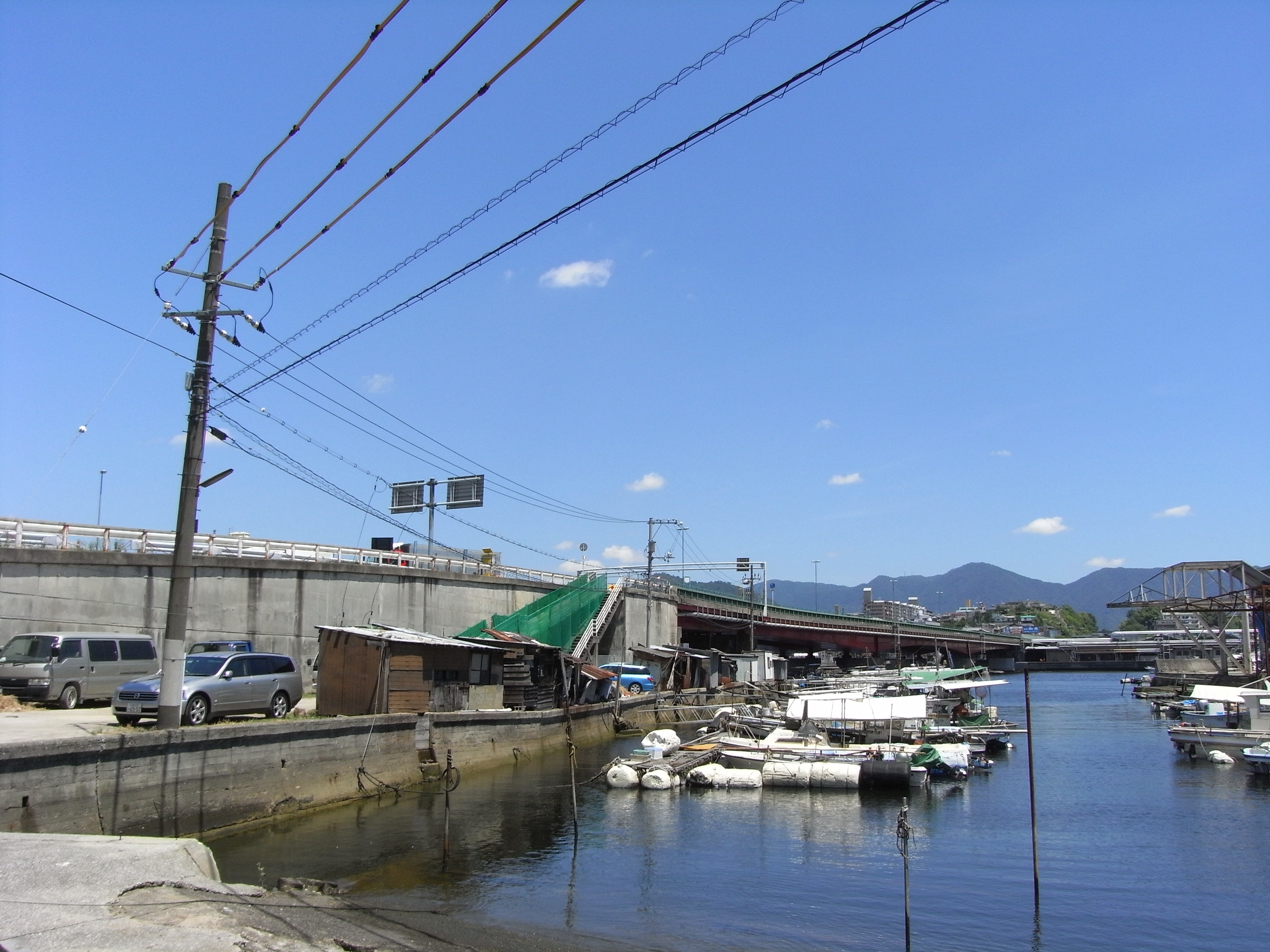
黄金橋西詰の淵崎漁港（仁保二丁目） / 漁村であった頃の仁保地区の面影を残している

## 概要

### 地理
広島県を流れる太田川デルタのうち、猿猴川と京橋川に挟まれた洲の猿猴川河口右岸に位置する。

### 隣接している地区
- 北側：国道2号線を挟んで南区東雲。
- 東側：猿猴川を挟んで対岸に南区小磯町および向洋。
- 南側：広島湾を挟んで対岸に金輪島および安芸郡坂町。
- 西側：南区本浦および黄金山。

### 町名と地誌
全域が仁保小学校・仁保中学校の学区に属する。
仁保一丁目 - 四丁目（にほ）
かつて「淵崎」（渕崎 / ふちざき）・「柞木」（ほうそぎ）と呼ばれていた地区。旧安芸郡仁保島村（仁保村）の中心地区で、黄金山の麓を一周する旧道（「旧本通」とも）には、原爆の被害を免れた古い家屋・土蔵など街並みがよく保存されている。また黄金橋西詰から仁保ICに至るまでの川岸には小さな船溜まりがいくつか存在し、かつてこの地区が漁村であった名残をとどめている（画像参照）。地名の由来については#歴史を参照。
仁保新町一丁目・二丁目（にほしんまち）
国道2号と東本浦町に挟まれた地域。もともとは東雲町の一部。古くからの新開地でかつては東雲と同様に蓮畑が一面に広がっていたが、現在は宅地化が進行してほとんどが埋め立てられている。
仁保沖町（にほおきまち）
第二次世界大戦後の広島湾埋め立てにより造成された町。ほとんどがマツダの工場敷地であり住宅地はない。
仁保南一丁目・二丁目（にほみなみ）
1980年代以降の黄金山山腹の住宅団地（仁保南団地）造成により日宇那町・仁保四丁目のそれぞれ一部を再編し新設された町である。
峠島などの島嶼も住所表示上「仁保町」に属している（仁保村 (広島県)参照）。

## 歴史

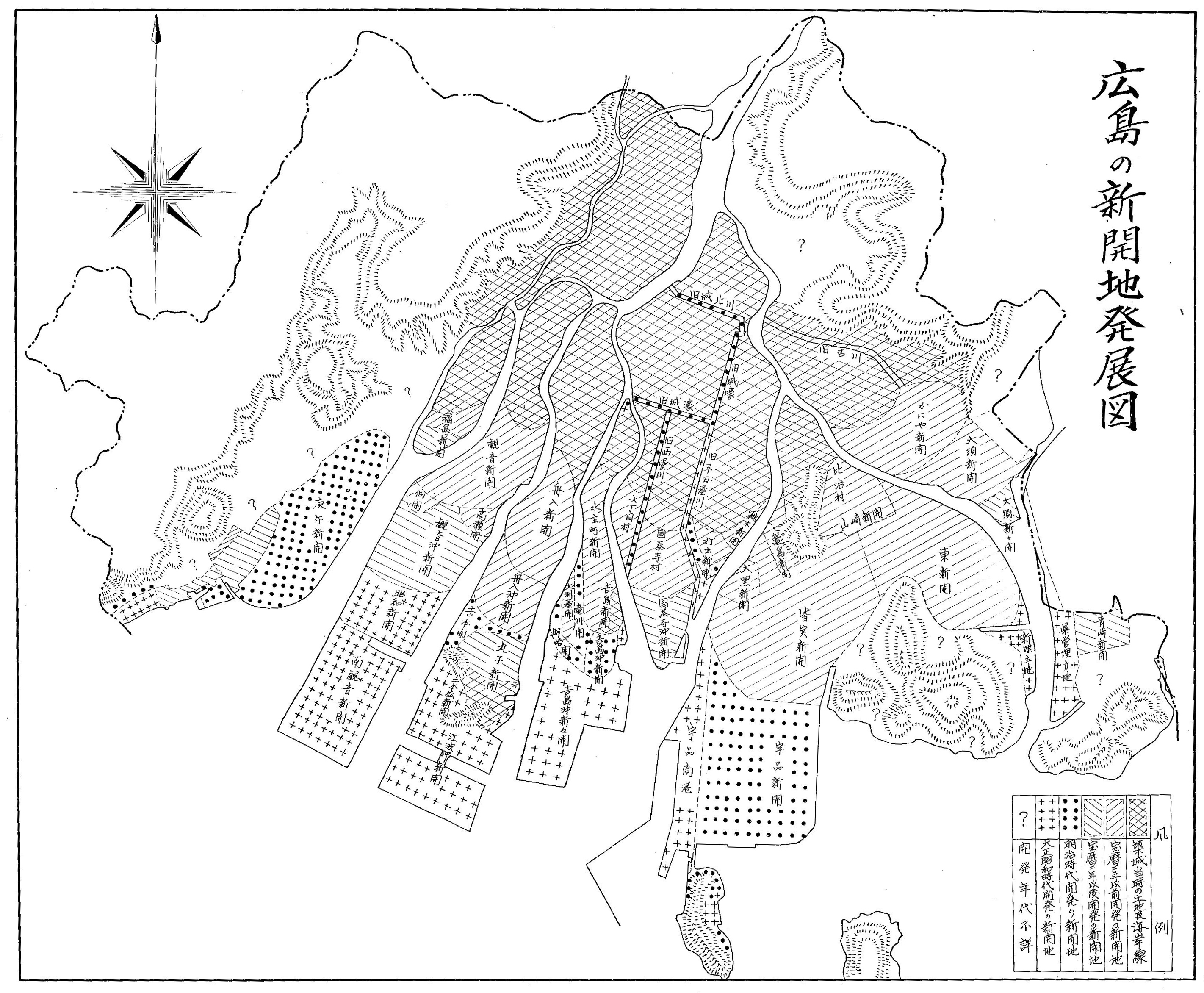
広島の新開地発展図（『概観広島市史』1955年） / 現在の仁保地区を含む黄金山麓が広島築城時には島嶼（仁保島）であり、江戸時代の東新開・皆実新開の造成によって陸続きになったこと、また仁保新町の一部と仁保二丁目の一部が大正・昭和期に埋め立てられたことが示されている。

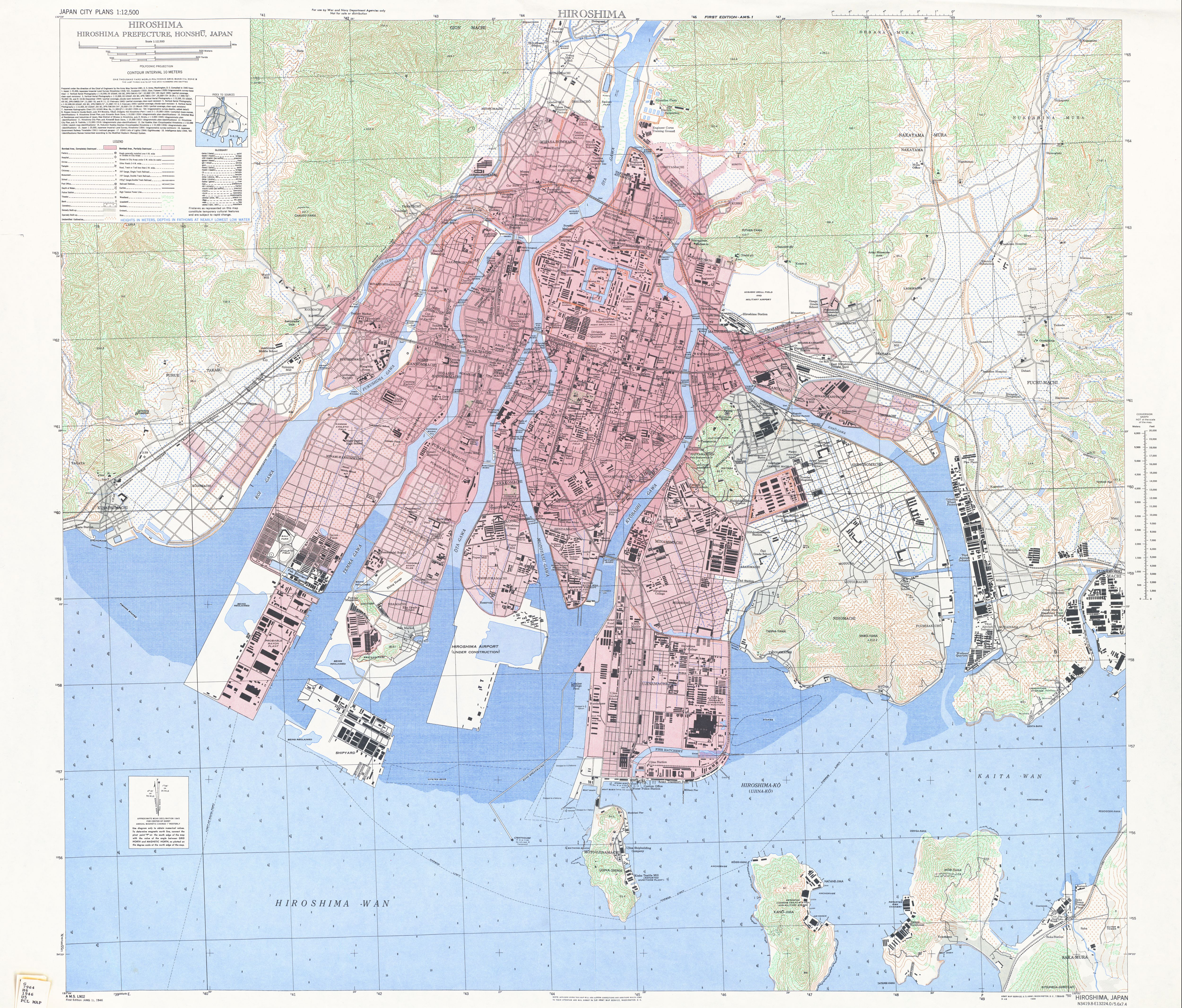
米軍作成の地図（1945年） / 現在の仁保一丁目に存在していた入江など、戦後の再開発以前の主要道路・海岸線が示されており、"NIHOMACHI"（仁保町）、"FUCHIZAKICHŌ"（淵崎町）などが確認できる。"Niho Grade School"（仁保小学校）はこの時点の所在地（現在地の仁保新町二丁目）ではなく旧校地（仁保一丁目）の方で示されている（なお、現在地にも校地・校舎らしきものが確認できるが、その名称は記されていない）。

### 地名の由来
「仁保」は、遅くとも鎌倉期から存在する古い地名である。『芸藩通志』によればその由来は水鳥の「鳰」（にほ）とされるが、「邇保姫神社」（にほひめじんじゃ / 南区西本浦町）に由来するという説、あるいは同社の名称の由来となっているニホヒメ（ニホツヒメ）自身が朱砂（丹 / に）と深い関わりを持つ女神であることから、古代においてこの地が朱砂の産地すなわち「丹生」（にふ）であったという説もある。

### 半農半漁の村

#### 仁保七浦
中世から江戸時代初めにかけての仁保は、広島湾頭に浮かぶ島嶼の一つ「仁保島」（現在の黄金山）の一部であった。この時期、仁保島と対岸の向洋には「仁保七浦」（もしくは仁保島七浦）と呼ばれる漁業集落が形成されており、その中に淵崎浦および柞木浦が含まれていた。1662年（寛文2年）の東新開（現在の東雲など）の埋め立てにより仁保島は比治山など広島城下と地続きになったが、漁業は相変わらず盛んで、淵崎を中心に海苔・カキ（広島かき）の養殖が行われ、広島藩領でも有数の産地となった。また農業では、耕地に乏しい淵崎の住民が新たに造成された東新開に田畑を求めて米・麦を栽培、ついで棉花栽培が盛んになった。

#### 安芸郡仁保島村・仁保村
1889年（明治22年）、淵崎・柞木を含む仁保島および向洋の集落は町村制による安芸郡仁保島村（のち仁保村と改称）となり、淵崎に村役場が置かれた（現在の仁保四丁目）。この時期になると村から海外への移民が盛んになり、1911年時点で淵崎地区からの海外移民は728人（うち576人がハワイへの移民）にのぼった。1873年には小学校として「童蒙舎」（のち淵崎尋常小学校）、1894年に仁保島高等小学校が設立、両校は1908年統合され仁保尋常高等小学校（現在の仁保小の前身）となった。また1877年には淵崎郵便局（現在は移転し「仁保二郵便局」）が設置された。

### 広島市編入から現在まで

#### 広島市への編入
1929年（昭和4年）、仁保村は広島市に編入合併され、かつての村域はすべて「広島市仁保町」となった（この時点で仁保町の町域には今日でいう（狭義の）仁保地区のみならず、本浦・大河・丹那・楠那・日宇那・青崎・堀越・向洋・似島・金輪島各地区など、広範な地域が含まれている）。1943年には遠浅の猿猴川河口が埋め立てられ現在の仁保新町二丁目および仁保二丁目・三丁目の沖合（マツダ淵崎工場の敷地はその一部である）に広大な土地が造成され、対岸の向洋との距離も大幅に縮まった。また1930年代には海外からの輸入制限撤廃の影響で衰退した棉花栽培に代わって蓮根栽培が拡大、一時は蓮畑が町の代表的な景観となった。

#### 原爆の被害
1945年8月6日の原爆投下に際しては、爆心地から4km以上離れていたことや、黄金山の陰に入っていたことなどから淵崎・柞木地区では直接の被害は僅少であった。しかし当日建物疎開作業への勤労動員で早朝から市内（竹屋町・鶴見町・宝町・富士見町など）に出ていた住民約120名や、救護所として指定されていた仁保国民学校（仁保小の前身）に市内から避難してきた被爆者のなかから多くの犠牲者が出た。

#### 戦後の埋め立てと開発
戦後、猿猴川河口の埋め立てが再開され1963年には柞木沖合の公有水面の埋め立てが完成（現在の仁保沖町）マツダの工場が建設された。しかし同時に、埋め立てや工場建設などによる猿猴川の水質悪化で海苔・カキなどの養殖は次第に衰退に向かった。1966年9月1日には町名変更が実施、仁保町が多くの新町名に分割された際に現在の「仁保」「仁保沖町」が新設され、隣接する東雲町も新広島バイパス（現在の国道2号線）の南側となった地区が「仁保新町」として分離した。また現在の仁保一丁目と仁保新町二丁目・東雲三丁目の境界付近には猿猴川の入江が深く入り込んでいた（現在の広島銀行仁保支店前まで）が、この年までにほとんどが埋め立てられ（その一部が「淵崎公園」）、さらに12月7日には新広島バイパスおよび仁保橋が開通した。これらを契機に仁保地区では急速に宅地化が進行、蓮畑は次第に減少していき仁保地区は半農半漁の村から近郊住宅地に変貌していった。

#### 現在
1970年代以降は黄金山山腹の住宅団地造成が進行、旭が丘・ニュー旭が丘団地などが建設された結果人口が増加し、1976年には段原中学校より分離して地区内に仁保中学校が開校した。ついで1986年 - 92年の仁保南団地造成により仁保四丁目および日宇那町の各一部区域を併せて新町名「仁保南」が設置された。2000年8月には黄金山登山道から仁保中前を経由して仁保南の団地を通り「仁保車庫」に至る広電バスの路線（仁保南経由4号線）が開業。仁保地区に広島南道路・広島高速2号線・3号線が開通し、利便性が向上した。

## 施設

### 寺社・旧跡
西福寺（さいふくじ / 仁保二丁目 / 旧・淵崎）
浄土真宗本願寺派。もともとは本浦に所在し1501年（文亀元年）開基の真言宗寺院であったが、1597年（慶長2年）真宗道場として再興され、のち現在地に移転し1803年（享和3年）本堂を再建して現在に至っている。仁保島村で唯一の寺であったという古刹で、伊能忠敬が全国測量の際ここに滞在したという記録が残る。かつては境内で幼稚園を経営していたが、現在は休園。
竈神社（かまどじんじゃ / 仁保一丁目 / 旧・淵崎字地方）
祭神は奥津彦神および奥津姫神で、近隣の漁民が家内安全や繁栄を祈願し祀った。地元では「荒神さん」とも呼ばれる。邇保姫神社（本浦）の摂社で1808年（文化5年）正殿が再建された。かつては神社裏手の山麓が海に突出しており、この付近が港として使用されたといわれる。
住吉神社（すみよしじんじゃ / 仁保四丁目 / 旧・淵崎字柞木）
祭神は表筒男神・中筒男神・底筒男神。邇保姫神社の摂社で1793年（寛政5年）勧請された。かつてはこの付近に仁保島村（のち仁保村）役場が存在した。
大銀杏（おおいちょう / 仁保三丁目）
1808年、この地を訪れた頼山陽により詩に詠まれたと伝えられ、樹齢200年以上と推測される。旧道沿いでは有名な古木。

### 公共施設
教育機関
- 広島市立仁保中学校（仁保一丁目）
- 広島市立仁保小学校（仁保新町二丁目）
- 仁保保育園（仁保一丁目）
- 仁保新町保育園（仁保新町一丁目）

公民館・集会所
- 仁保公民館（仁保新町一丁目）
- 仁保新町集会所（仁保新町二丁目）
- 仁保旭ヶ丘集会所（旭ヶ丘会館 / 仁保一丁目）
- 仁保集会所（渕崎会館 / 仁保二丁目）
- 柞木集会所（柞木会館 / 仁保三丁目）
- 仁保大町集会所（仁保一丁目）
- ニュー旭ヶ丘集会所（仁保三丁目）
- 仁保老人集会所（仁保新町二丁目）
- 仁保児童館（仁保新町二丁目）

その他公共機関
- 広島南警察署仁保交番（仁保四丁目）
- 広島厚生病院（仁保新町一丁目）

博物館・資料館
- ハワイ移民資料館「仁保島村」（仁保三丁目）
- マツダミュージアム（仁保沖町） - 受付は府中町のマツダ本社

公園
- 仁保新町公園（仁保新町二丁目）
- 仁保緑地（仁保二丁目）
- 仁保中渕公園（仁保二丁目）
- 柞木第一公園（仁保三丁目）
- 仁保南第一公園

### 商工業施設など
郵便局・金融機関
- 広島仁保二郵便局（仁保二丁目）
- もみじ銀行仁保支店（仁保新町二丁目）
- 広島信用金庫仁保支店（仁保新町二丁目）

工場・企業
- マツダ
  - 淵崎工場（仁保二丁目）
  - 宇品第2工場（仁保沖町）
- 谷常海苔（仁保二丁目）
- 株式会社かなわ（旧・金輪島海産 / 仁保三丁目）
- カネヒ海苔（仁保新町二丁目）

店舗
- ジュンテンドー仁保店（仁保新町一丁目）

漁港
- 仁保漁港（仁保三丁目） - 仁保漁業協同組合が所在

## 交通
道路
- 国道2号
- 広島県道86号翠町仁保線
- 広島県道187号浜田仁保線
- 広島呉道路
- 広島南道路
- 広島高速2号線（府中仁保道路・広島県道473号府中仁保線）
- 広島高速3号線
- 仁保インターチェンジ
- 仁保ジャンクション

橋梁
- 仁保橋 - 1966年12月7日、新広島バイパスとともに開通。猿猴川では東雲から大州に架けられた東大橋より下流に初めて新設された橋梁であり、仁保地区と対岸の向洋を結ぶ最初の橋となった。これ以前は渡し船か干潮時に徒歩で渡るのが一般的であった。
- 黄金橋
- 東洋大橋
- 海田大橋
- 広島大橋

バス
- 広電バス4・7号線（広島電鉄仁保営業課参照）
- 熊野線（時刻表 (PDF) ）
- 芸陽バス中野線東雲経由便（平日版時刻表 (PDF) 、土曜・休日版時刻表 (PDF) ）

## 関連書籍
- 仁保村役場『仁保村志』 1929年
- 広島市立仁保小学校『かおり：創立百周年記念誌』 1972年
- 『広島県の地名』（日本歴史地名大系 第35巻） 平凡社、1982年
- 『角川日本地名大辞典 第34巻：広島県』 角川書店、1987年 ISBN 4040013409